# Rudňany
Rudňany é um município da Eslováquia, situado no distrito de Spišská Nová Ves, na região de Košice. Tem 13,63 km² de área e sua população em 2018 foi estimada em 4.727 habitantes.

## Demografia
| Ano:        | 1994 | 2004    | 2014    | 2024    |
| ----------- | ---- | ------- | ------- | ------- |
| Broj ljudi: | 2939 | 3432    | 4246    | 5129    |
| Razlika:    |      | +16,77% | +23,71% | +20,79% |

| Ano:               | 2023 | 2024   |
| ------------------ | ---- | ------ |
| Número de pessoas: | 4999 | 5129   |
| Diferença:         |      | +2,60% |